# Известковый (Краснодарский край)
Известковый — упразднённый посёлок в Мостовским районе Краснодарского края России. На момент упразднения входил в состав Шедокского сельского округа. В 2002 году включён в состав села Шедок и исключён из учётных данных.
Ныне улица Известковая села Шедок.

## География
Располагался западнее железнодорожной ветки «Лабинск — Мостовская — Шедок», примерно в 2 км (по прямой) к северу от окраины села Шедок.

## История
Постановлением заксобрания Краснодарского края от 24.04.2002 года № 1474-П посёлки Куйбышева и Известковый и село Шедок Шедокского сельского округа объединены в село с наименованием «Шедок»; посёлок Известковый исключён из учётных данных.

## Население
По данным на 1999 год посёлок состоял из 40 хозяйств, в нём проживало 122 человека.